# Bistum San José del Guaviare
Das Bistum San José del Guaviare (lat.: Dioecesis Sancti Iosephi a Guaviare, span.: Diócesis de San José del Guaviare) ist eine in Kolumbien gelegene römisch-katholische Diözese mit Sitz in San José del Guaviare. 

## Geschichte
Das Bistum San José del Guaviare wurde am 19. Januar 1989 durch Papst Johannes Paul II. aus Gebietsabtretungen der Apostolischen Präfektur Mitú als Apostolisches Vikariat San José del Guaviare errichtet. 
Am 29. Oktober 1999 wurde das Apostolische Vikariat San José del Guaviare durch Johannes Paul II. zum Bistum erhoben und dem Erzbistum Bogotá als Suffraganbistum unterstellt. Das Bistum San José del Guaviare wurde am 3. Juli 2004 dem Erzbistum Villavicencio als Suffraganbistum unterstellt.

## Ordinarien

### Apostolische Vikare von San José del Guaviare
- Belarmino Correa Yepes MXY, 1989–1999

### Bischöfe von San José del Guaviare
- Belarmino Correa Yepes MXY, 1999–2006
- Guillermo Orozco Montoya, 2006–2010, dann Bischof von Girardota
- Francisco Antonio Nieto Súa, 2011–2015, dann Bischof von Engativá
- Nelson Jair Cardona Ramírez, 2016–2024, dann Bischof von Pereira
- Sedisvakanz, seit 2024